# Karsten Kramer
Karsten Kramer (* 28. Januar 1973 in Ost-Berlin) ist ein deutscher Schauspieler und Synchronsprecher.

## Leben
Karsten Kramer ist gebürtiger Ost-Berliner und studierte von 1991 bis 1995 Schauspiel an der Rostocker Hochschule für Musik und Theater. Während dieser Zeit stand er u. a. auf den Bühnen des Staatstheater Schwerin, des Volkstheater Rostock und mit Diether Krebs und Kurt Böwe vor der Kamera. 1995 führte ihn sein erstes festes Engagement zum Theater Erfurt. Für die Darstellung der Titelrolle in Walther Hasenclevers „Der Sohn“ in einer Aufsehen erregenden Inszenierung von Harald Siebler wurde er 1995 von Theater heute zum besten Nachwuchsschauspieler vorgeschlagen.
Fünf weitere Spielzeiten blieb er in Erfurt, in dieser Zeit spielte er die verschiedensten Charakterrollen wie Hofmarschall von Kalb (Schillers „Kabale und Liebe“), Caliban (Shakespeares „Der Sturm“) und Peter Caspar in „Shakespeares sämtliche Werke, leicht gekürzt“.
Seit seiner Rückkehr aus einem mehrmonatigen China-Aufenthalt arbeitet Karsten Kramer freischaffend für Theater und Fernsehen. Zehn Jahre spielte er in der mit dem Goldenen Spatzen ausgezeichneten ZDF-Kinderserie „Anja und Anton“ die Rolle des melancholisch-witzigen Klaus-Peter. Für seine Darstellung von Truffaldino in Carlo Goldonis „Diener Zweier Herren“ bei den Bad Hersfelder Festspielen erhielt Karsten Kramer den großen Hersfeldpreis 2003 von der Kritikerjury verliehen.
Seine schauspielerische Leistung zeichnet vor allem die Vielschichtigkeit der von ihm verkörperten Charaktere, aber auch seine Körperlichkeit und seine sprachliche Brilianz aus – so übereinstimmend die Kritiker der Presse. Pompeijus in „Mass für Mass“, Puck im „Sommernachtstraum“ und Sosias in „Amphitryon“ sind einige der in Tageszeitungen gelobten Rollen, die er in Bad Hersfeld gestaltete. Als Zwerg Vetter Lymon in Edward Albees „Ballade vom traurigen Cafe“ gastiert er am Theater Vorpommern, hier lobt die Presse seine fantastische Spielleistung, die weder im Buch noch auf der Bühne politisch korrekt ist. Er soll gemein sein, verkrüppelt, unsympathisch, lächerlich (OZ Kultur, 1. Oktober 2012). Er spielte auch Fritz-Remond-Theater in Frankfurt, am Altonaer Theater und an den Hamburger Kammerspielen. Auch an der Oper spielte Karsten Kramer. Mit erst dreißig Jahren spielte der die begehrte Rolle des Gefängniswärters Frosch in „Die Fledermaus“ von Johann Strauß.
Im Sommer 2014 war er bei den Burgfestspielen Jagsthausen in Götz von Berlichingen (Regie: Michael Bogdanov), Die Päpstin (Regie: Eva Hosemann) und in Die Feuerzangenbowle (Regie: Axel Schneider) zu sehen. Für seine schauspielerische Leistung erhielt er im August 2014 den Publikumspreis der Burgfestspiele Jagsthausen, die Eiserne Hand.

## Sport
Im Jahr 2000 lebte er mehrere Monate in Chinas Provinz Hebei, um bei Meister Yang Zhen He, Tàijíquán in der traditionellen Weise als Meisterschüler zu erlernen. Seit 2010 ist er Schüler von Frank Marquardt und gibt Privatunterricht in verschiedenen Tàijíquán-Formen und Übungen.

## Filmografie (Auswahl)
- 1994: Der Mann im Schwarzen Mantel (TV)[2]
- 1994: Polizeiruf 110: Kiwi und Ratte (TV-Reihe)
- 1996: Wolkenstein (TV-Serie, eine Folge)
- 1998–2008: Anja & Anton (TV-Serie, 39 Folgen)
- 2000: In aller Freundschaft (TV-Serie, eine Folge)
- 2001: Liebesau – Die andere Heimat (TV-Mehrteiler)
- 2004: Tatort – Bitteres Brot (TV-Reihe)
- 2006: Der letzte Zeuge (TV-Serie, eine Folge)
- 2008: Sui tuoi passi – Auf deinen Spuren (Italienischer Fernsehfilm, RAI UNO)
- 2009: Schneewittchen (TV)
- 2012: Die Schöne und das Biest (TV)
- 2013: Gefangen (Kino)
- 2014: Siebenstein – Rudi will nicht schlafen (TV)[3]
- 2021: Inga Lindström: Rosenblüten im Sand (TV)
- 2021: Familie Bundschuh – Woanders ist es auch nicht ruhiger (Fernsehreihe)
- 2024–2025: Dr. Nice: Federn lassen, Herzflattern, Weiche Knie (Fernsehreihe)